# Lepanthes nebulina
Lepanthes nebulina är en orkidéart som beskrevs av Carlyle August Luer och Roberto Vásquez. Lepanthes nebulina ingår i släktet Lepanthes och familjen orkidéer.
Artens utbredningsområde är Bolivia. Inga underarter finns listade i Catalogue of Life.